# Séquencier
Un séquencier est un document utilisé dans la production cinématographique ou télévisuelle. Il présente le scénario d'un film (ou tout type de production audiovisuelle voire radiophonique) sous la forme simplifiée d'une succession de séquences, chacune étant présentée de façon résumée. Ce document permet ainsi d'avoir un aperçu général des scènes. Il s'agit généralement d'une phase intermédiaire de celle de préproduction, après la rédaction du synopsis, et avant ou pendant l'écriture du scénario.

### Autres documents relatifs à la production d'un film
- Pitch
- Synopsis
- Traitement
- Scénario
- Script ou découpage technique
- Scénarimage ou storyboard
- Bible